# Sondra Lee
Sondra Lee, née le 30 septembre 1930 à Newark dans le New Jersey, est une danseuse, actrice de cinéma et de télévision, réalisatrice et enseignante américaine. Elle apparaît parfois au générique sous le nom Sandra Lee.

## Biographie
Sondra Lee a suivi les cours de danse au studio 61 de Carnegie Hall chez André Eglevski et Igor Iouskevitch (en). Jerome Robbins lui donne son premier rôle dans la chorégraphie High Button Shoes de 1947.
En 1954, elle épouse l'acteur Sidney Armus (en) et joue Lily la tigresse dans la comédie musicale Peter Pan. En 1956, elle se rend en France et danse dans les Ballets de Paris de Roland Petit. En 1957, elle joue sur Broadway la pièce Hotel Paradiso, adaptée de l'L'Hôtel du libre échange de Georges Feydeau. En 1957, elle participe au Festival dei Due Mondi à Spolète en Italie, où elle se rompt le tendon d'Achille. Elle revient danser en 1959. En 1964, elle a son plus long rôle en tant que Minnie Fay dans Hello, Dolly!.
Après sa carrière de danseuse, elle enseigne au Stella Adler Studio of Acting et au Drama Department de l'Université de New York, tout en conseillant des réalisateurs de films.

## Comédies musicales
- 1954 : Peter Pan : Lily la tigresse
- 1964 : Hello, Dolly! : Minnie Fay

## Filmographie (cinéma)
- 1960 : La dolce vita de Federico Fellini : danseuse à Spolète (non créditée)
- 1975 : Guapa, rica y... especial de Jaime J. Puig (créditée sous le nom Sandra Lee)

## Ouvrages
- 2009 : I've Slept with Everybody